# مایوش‌هازا

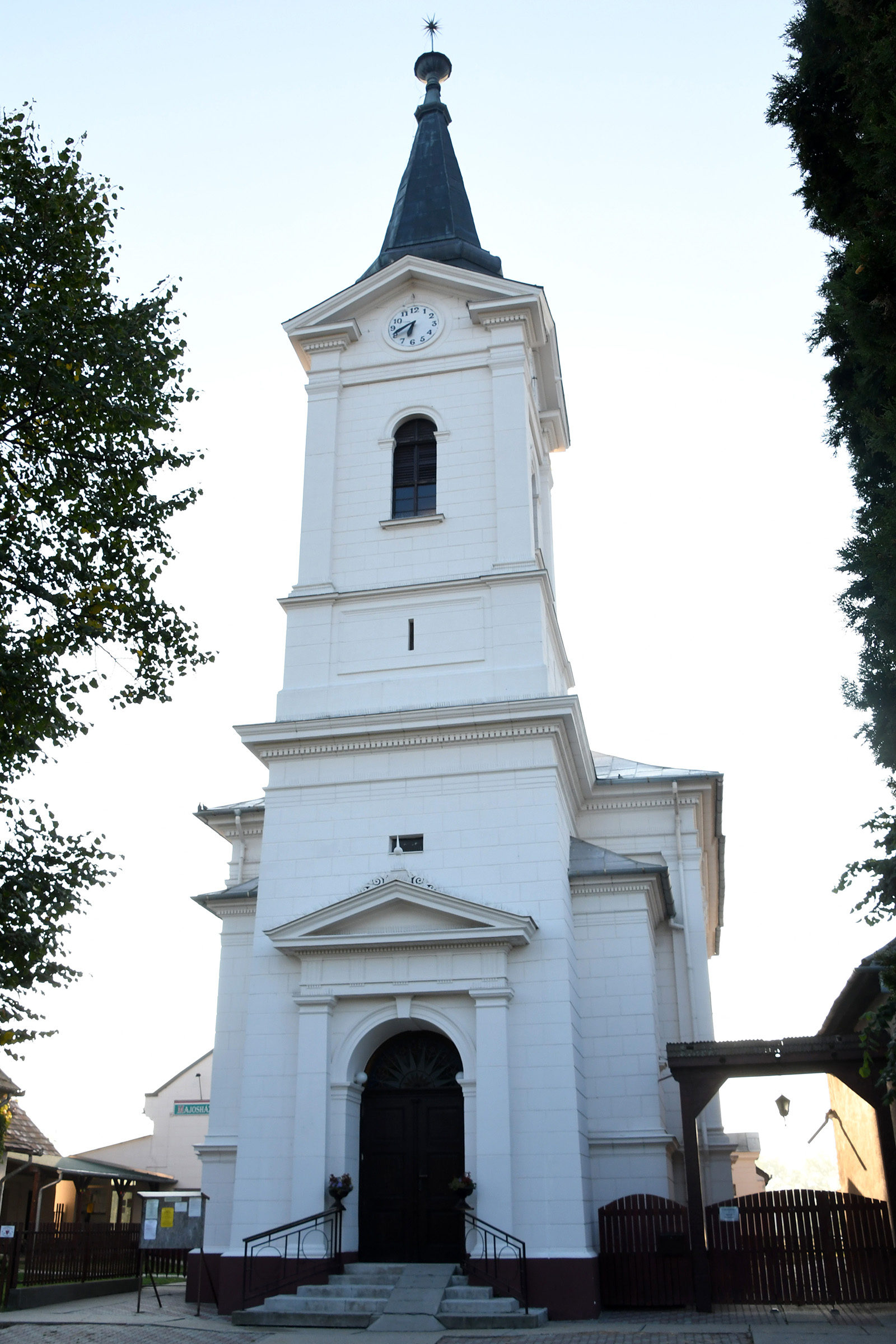
کلیسایی در شهر مایوش‌هازا

مایوش‌هازا (به مجاری:  Majosháza) یک شهرداری در مجارستان است که در ناحیه سیگت‌سنت‌میکلوش واقع شده‌است. مایوش‌هازا ۱۱٫۴۲ کیلومتر مربع مساحت و ۱٬۴۱۶ نفر جمعیت دارد.